# Neopromachus fidens
Neopromachus fidens är en insektsart som först beskrevs av Brunner von Wattenwyl 1907.  Neopromachus fidens ingår i släktet Neopromachus och familjen Phasmatidae. Inga underarter finns listade i Catalogue of Life.